# George Marshall Kay
George Marshall Kay (Arran-Elderslie, 10 de novembro de 1904 — Englewood, 3 de setembro de 1975) foi um geólogo e professor da Universidade de Columbia. Ele é mais conhecido pelos seus estudos sobre o Ordovício em Nova Iorque, Terra Nova e Nevada, mas os seus estudos foram globais e ele publicou amplamente sobre a estratigrafia do Ordovício Médio e Superior. O trabalho de campo cuidadoso de Kay forneceu muitas evidências geológicas para a teoria da deriva continental. Ele recebeu a Medalha Penrose em 1971. Menos conhecido é o seu trabalho para o Projeto Manhattan como geólogo em busca de depósitos de manganês.
Os seus filhos, Robert Kay e Elizabeth (Kay) Berner, e o seu genro Robert Berner da Universidade Yale também são professores de geologia. Kay recebeu o seu Ph.D. na Universidade Columbia em 1929.